# Красный (Берёзовское сельское поселение)
Красный — посёлок в Бутурлиновском районе Воронежской области.
Входит в состав Берёзовского сельского поселения.

## География

### Улицы
- ул. Красная,
- ул. Полевая,
- ул. Солнечная.

## Население
| 2010 |
| ---- |
| 203  |